# デフェクチオ
ディフェクチオ(Defectio)とは、女性もしくは男性を失神状態まで到達させる性行為の俗称。自我の欠如という観点から新しいカテゴリとして確立された。

## 概要
基本となる思想はSMからの発祥だが、身体的刺激要素の強いSMとは違い、ディフェクチオは精神的刺激要素が強く、女性もしくは男性の自我の覚醒を目的とした行為である。
ディフェクチオにより覚醒すると、自己の感覚が研ぎ澄まされ、不感症改善が成される事もある。

## 語源
語源はラテン語のdefectus（ディフェクタス）といい、欠如を意味する。天文学用語で広く使用されていた。